# Henn Põlluaas

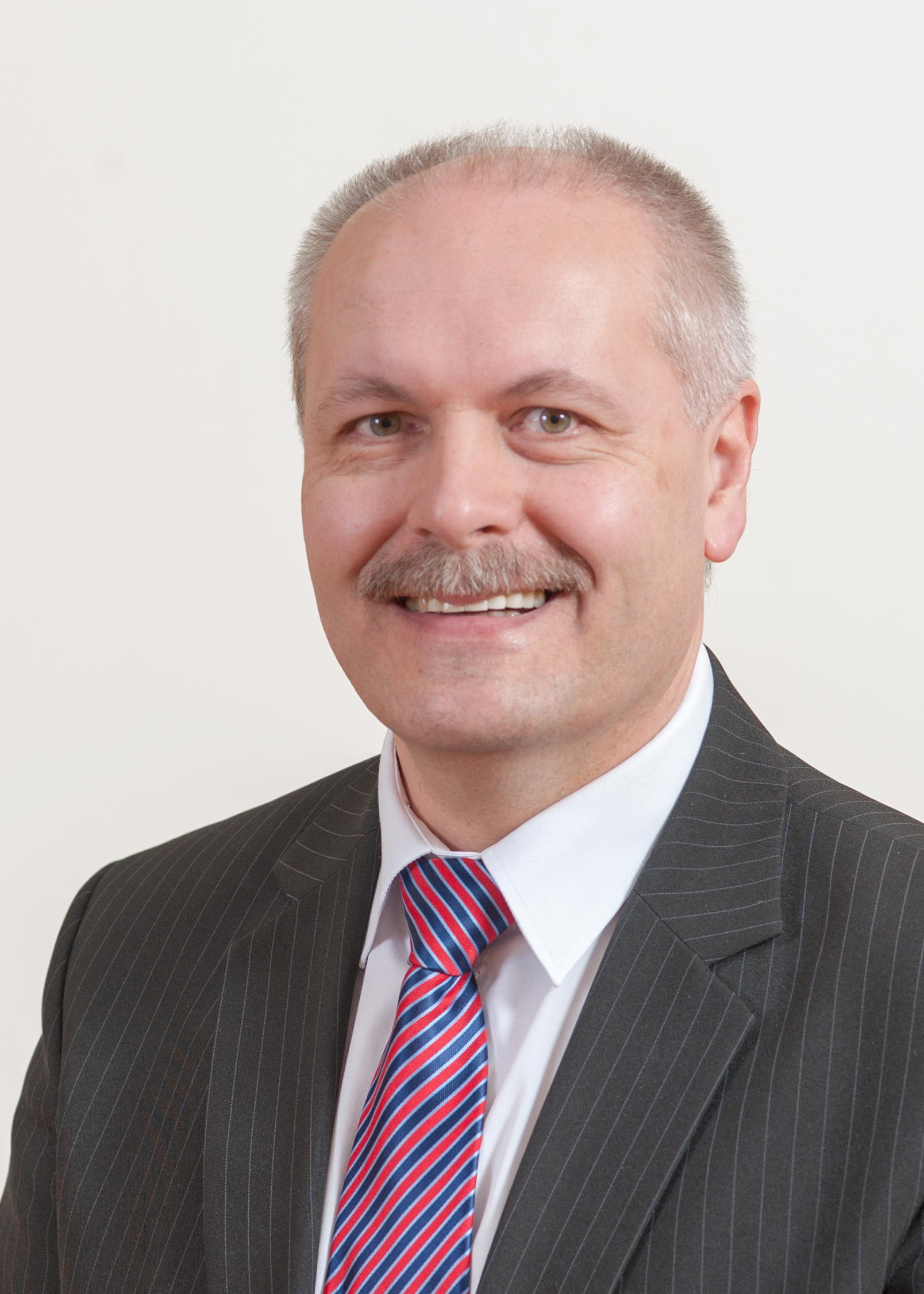
Henn Põlluaas (2015)

Henn Põlluaas (* 16. Februar 1960 in Tallinn) ist ein estnischer Politiker, ehemaliges Mitglied der Eesti Konservatiivne Rahvaerakond und gehört inzwischen der Isamaa an. Vom April 2019 bis März 2021 war er Präsident des estnischen Parlaments (Riigikogu).

## Leben
Henn Põlluaas wurde 1960 in der Hauptstadt der damaligen Estnischen SSR geboren. Nach dem Schulabschluss in seiner Heimatstadt im Jahr 1978 besuchte er die Universität Tallinn. Sein dortiges Studium im Bereich Kunst schloss er 1985 ab. In der Folgezeit war er zunächst für das estnische Fernsehen und ab 1988 für verschiedene andere Unternehmen in Estland tätig.

### Politik
Im Jahr 2005 wurde Põlluaas erstmals in den Stadtrat von Saue gewählt. Seit 2012 ist er Mitglied der Eesti Konservatiivne Rahvaerakond (EKRE). Im selben Jahr wurde er zum Bürgermeister von Saue gewählt. Bei der Parlamentswahl 2015 zog Henn Põlluaas für seine Partei ins estnische Parlament (Riigikogu) ein. Im Jahr 2017 wurde er stellvertretender Vorsitzender der EKRE.
Bei der der Wahl 2019 gelang es ihm sein Abgeordnetenmandat zu verteidigen und das neue Parlament wählte ihn auf seiner konstituierenden Sitzung am 4. April 2019 zum Präsidenten. Nach dem Zusammenbruch der Regierung Ratas II fand sich seine Partei im Januar 2021 in der Opposition wieder. Bei der folgenden Neuwahl des Parlamentspräsidiums im März 2021 wurde Põlluaas nicht mehr berücksichtigt. Er übernahm daraufhin den Fraktionsvorsitz bei der EKRE.
Bei der Parlamentswahl 2023 konnte Henn Põlluaas sein Mandat verteidigen. Als Teil einer innerparteilichen Oppositionsgruppe wurde er allerdings im Juni 2024 aus der EKRE ausgeschlossen und gehörte dem Parlament seitdem als partei- und fraktionsloser Abgeordneter an. Im Januar 2025 schloss er sich der Isamaa an.

### Privates
Henn Põlluaas ist verheiratet und Vater eines Sohnes und einer Tochter. Zu seinen Hobbys zählen Lesen, Malen und Fischen.

## Politische Positionen
Wie andere Mitglieder der EKRE vertritt auch Põlluaas einige kontroverse Positionen. So gehört er u. a. zu denen, die von Russland die Rückgabe der Gebiete um Petschory fordern, die nach dem Frieden von Dorpat Teil Estlands geworden waren. Als Parlamentspräsident bemühte er sich allerdings bei öffentlich Auftritten, wie z. B. seiner Rede zum estnischen Unabhängigkeitstag 2020, auch gemäßigt aufzutreten. So forderte er vor dem Hintergrund der zunehmenden weltweiten Abgrenzung und politischen Konfrontation zu einem geeinigten Estland und respektvollem Umgang zwischen allen auf.